# Joseph Amberger
Joseph Amberger (* 19. März 1816 in Pfahl; † 19. Oktober 1889 in Regensburg) war ein deutscher katholischer Theologe und Geistlicher.

## Leben
Joseph Amberger wurde am 19. März des Jahres 1816 im niederbayrischen Pfahl als Sohn eines Bauern geboren. In Straubing besuchte er das Gymnasium. Er studierte anschließend von 1833 bis 1838 an der Universität Regensburg Philosophie wie auch Theologie und empfing am 20. September 1838 die Priesterweihe. Danach studierte er an der Universität München, an der er im Jahr 1840 den Doktortitel erlangte und ab dem 25. Juli 1842 als außerordentlicher Professor des Kirchenrechts unterrichtete. Am 3. Juni 1845 ernannte man Amberger in Regensburg zum Regens des Klerikalseminars, nachdem Amberger seit dem 3. Januar 1841 Subregens des Georgianums war, und noch im selben Jahr zum Professor der Pastoraltheologie. 1852 wurde er Domkapitular. Ende 1855 legte er das Amt des Regens aus gesundheitlichen Gründen nieder. Gegen Ende des sechsten Jahrzehnts im 19. Jahrhundert erkrankte Joseph Amberger an einem Augenleiden, welches drohte, zu einer Erblindung zu führen, weshalb er nicht mehr lesen und schreiben konnte. Nachdem er am 20. September 1888 im Kloster Metten sein fünfzigjähriges Priesterjubiläum gefeiert hatte, starb er am 19. Oktober 1889 an den Folgen einer Herzlähmung in Regensburg.

## Werke
- Die Sakramentalien der katholischen Kirche (1841; anonym veröffentlicht)
- Der Klerus auf der Diözesansynode. Ein kirchliches Gemälde (1849)
- Pastoraltheologie (drei Bände; 1850 bis 1857)